# Laguncularia racemosa
Laguncularia racemosa ((L.) C.F.Gaertn., 1807), comunemente nota come mangrovia bianca, è una pianta appartenente alla famiglia delle Combretaceae, l'unica specie inclusa nel genere Laguncularia.

## Distribuzione e habitat
La specie è diffusa sulle coste dell'Africa occidentale, dal Senegal al Camerun, sulle coste atlantiche dell'America, dalle Bermuda al Brasile e sul versante pacifico, dal Messico al Perù.
Cresce nelle aree più interne delle formazioni a mangrovia.